# Ruger MK III
La pistola Ruger MK III è una pistola semiautomatica a canna lunga. È stata progettata da Sturm, Ruger & Co. nel 1949, con la realizzazione del primo modello (Mark I); nel 1982 fu aggiornata con il secondo modello: Mark II. Nel 2004, la serie si aggiornò col terzo modello: Mark III; quest'ultimo deriva dal secondo modello, ma vi differisce per sostanziali modifiche all'otturatore, alle mire, alla finestra d'espulsione e al pulsante di sgancio (caricatore) alla base della guardia del grilletto - che, inoltre, sostituisce la leva ubicata alla base del calcio. La produzione della Ruger Mark III si arrestò nel 2016 in quanto il produttore preferì concentrarsi sulla produzione (ancora in corso) del quarto modello.

## Caratteristiche

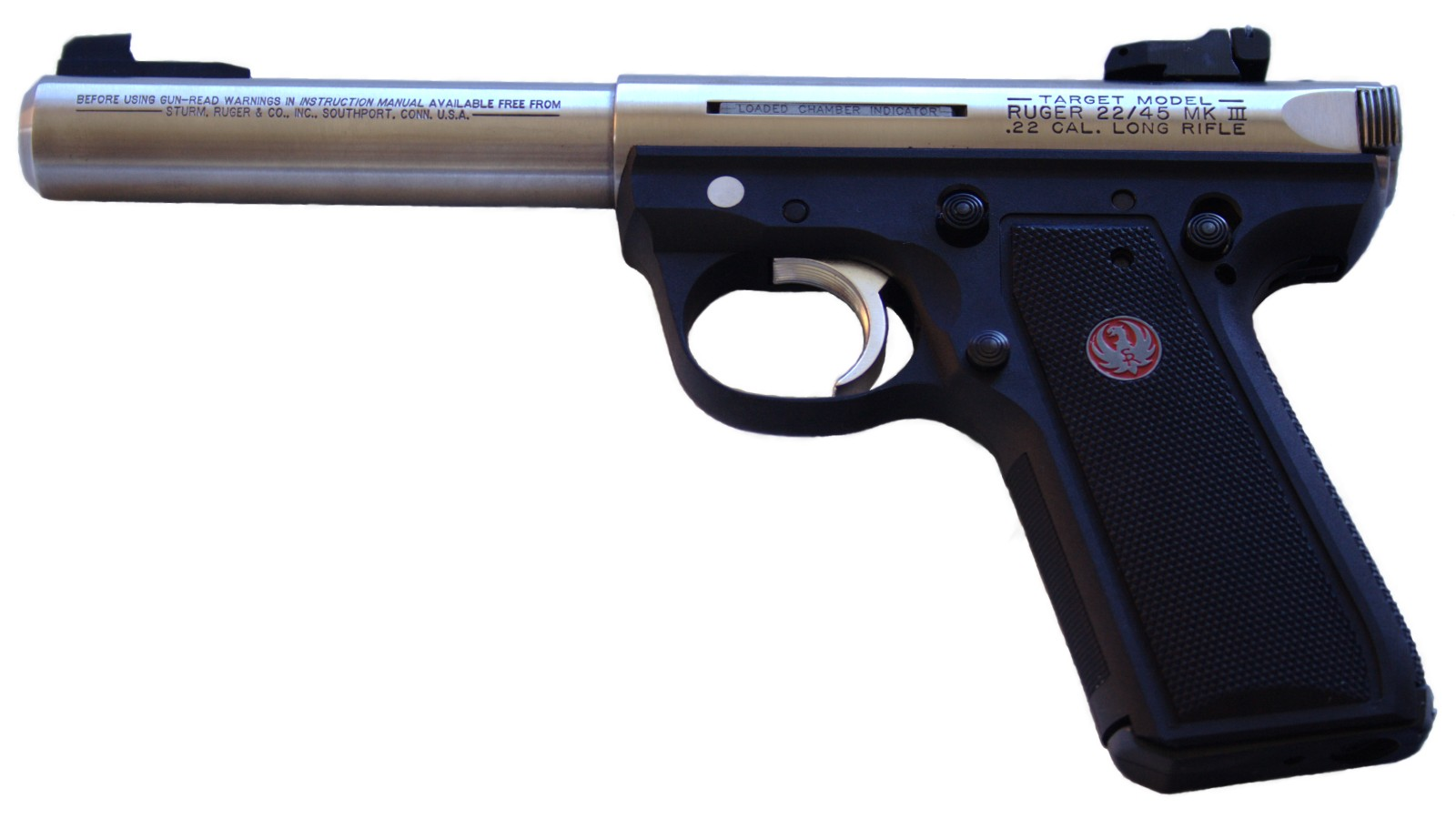
Tra gli ultimi modelli di Mk III (2006)

La canna della pistola è realizzata con una barra d'acciaio e va inserita nel ricevitore - anch'esso composto di un tubo d'acciaio.
Rispetto ai precedenti modelli, il Mark III è dotato di molteplici meccanismi di sicurezza e di serrature a chiave interna ed esterna rifornite.

### Modelli
- Standard (normale)
- Target: dotata di finitura in acciaio o blu, una canna da 5,5", mirini posteriori regolabili, impugnature in materiale plastico nero sulla finitura blu e impugnature in legno cocobolo sulla finitura in acciaio.
- Hunter: il modello di fascia alta; differisce dai normali modelli in quanto dotato di un telaio in acciaio inossidabile e dotato di un distributore esclusivo[1] - non riscontrabile nei modelli di base - nonché di un mirino ottico regolabile[1].
- Competition: la pistola successiva nella formazione; anch'essa ha un telaio in acciaio inossidabile e un barilotto di toro con lastre da 6,875 pollici e mirini posteriori regolabili; la pistola ha anche l'impugnatura in cocobolo con poggia-pollice.
- Tactical: la pistola a "canna di toro", disponibile in acciaio inossidabile o finitura brunita; è dotata una canna più pesante per evitare il surriscaldamento di canna e per ridurre al minimo il rinculo - oltre che di una canna da 5,5 pollici e mirini posteriori regolabili.
- 22/45: la seconda formazione del terzo modello della serie; queste pistole hanno un telaio polimerico e la canna d'acciaio è installata quasi permanentemente in un ricevitore tubolare (anch'esso in acciaio); l'angolo di presa emula quello di una Colt M1911.
  - 22/45 Lite: la versione "22/45" di fascia alta; è stato presentato a Las Vegas durante SHOT Show 2012; le caratteristiche principali includono un ricevitore superiore in alluminio leggero, la riduzione del materiale sul ricevitore superiore per un aspetto migliore e ulteriori risparmi di peso, una canna d'acciaio filettata a -28½" per un compensatore o un soppressore e impugnature sostituibili dall'utente; il ricevitore del modello "Lite" viene perforato e sfruttato per una sezione di "Weaver rail" (inclusa nella confezione).
  - 22/45 Tactical: la versione "tactical" della seconda formazione del terzo modello.